# Titus Menenius Lanatus (consul in 477 v.Chr.)
Agrippa Menenius Lanatus was een Romeinse consul in 477 v.Chr. ten tijde van de Romeinse Republiek.
Hij behoorde tot de patricische gens Menenia. Zijn vader Agrippa Menenius Lanatus was consul in 503 v.Chr. en zijn zonen Lucius Menenius Lanatus en Agrippa Menenius Lanatus waren in respectievelijk 440 v.Chr. en 439 v.Chr. consul.
Menenius werd in 477 v.Chr. samen met Gaius Horatius Pulvillus tot consul gekozen. Menenius werd naar Veii gestuurd om de Fabii te ondersteunen in hun strijd tegen de Etrusken. De Veientes wisten de Fabii in de Slag aan de Cremera vrijwel geheel te vernietigen en versloegen daarna ook Menenius. Ze trokken op naar Rome en namen de heuvel Janiculum in. Consul Horatius werd teruggeroepen uit het land van de Volsken en wist de Etruskische opmars bij de Porta Collina met moeite tot staan te brengen. Pas in het volgende jaar werden de Veientes verslagen en Janiculum heroverd.
In 476 v.Chr. werd Menenius door de volkstribunen aangeklaagd omdat hij de Fabii niet te hulp was gekomen, hoewel zijn kampement vlakbij was. Hij werd schuldig verklaard en hoewel hij de doodstraf had kunnen krijgen legden de tribunen hem een relatief lichte straf op: een boete van 2000 asses. De schaamte en het verdriet van de veroordeling maakten hem echter ziek en hij stierf kort daarna.